# Paloma Elsesser
Paloma Elsesser (Borough londonien de Camden, 12 avril 1992) est une mannequin grande taille américaine.

## Biographie
Le parcours du mannequin américain Paloma Elsesser se démarque dès le début par son originalité, après avoir été découvert via les réseaux sociaux en tant que jeune adulte. Quand elle était plus jeune, Paloma Elsesser ne pensait pas qu'elle serait mannequin. En fait, elle voulait devenir auteur ou psychologue et est allée étudier la psychologie et la littérature à la New School de New York pour ce faire. Aujourd'hui, elle est toujours passionnée par l'écriture ainsi que par la poésie.

### Prix
Paloma Elsesser a remporté le prix « Modèle de l'année », aux Fashion Awards 2023.